# Айзенберг, Яков Лазаревич
Яков Лазаревич Айзенберг (15 мая 1924, Ростов-на-Дону, РСФСР, СССР — 24 декабря 1995) — советский и российский сценарист, редактор, журналист. Заслуженный работник культуры Российской Федерации (1995).

## Биография
Родился 15 мая 1924 года в Ростове-на-Дону в еврейской семье. Во время начала Великой Отечественной войны окончил восемь классов средней школы. В 1941 году его семья эвакуировалась в Челябинск, а год спустя ушёл добровольцем на фронт и прошёл всю войну. В послевоенные годы переехал в Москву, где в 1946 году поступил в ГИТИС, который окончил в 1951 году. В том же году переехал в Туркменская ССР, где в 1954 году устроился на работу на киностудию Туркменфильм, сначала в должности журналиста, затем в должности редактора. В 1956 году был повышен в должности — заведовал сценарным отделением там же и работал вплоть до 1961 года.
Скончался 24 декабря 1995 года.

## Фильмография

### Сценарист
- 1957 — Особое поручение
- 1963 — Последняя дорога
- 1966 — Пустыня
- 1987 — Чеховы